# CG-6
La CG-6 (Carretera General 6) és una carretera de la Xarxa de Carreteres d'Andorra, que comunica Aixovall a la CG-1 amb la frontera amb Catalunya i amb la població catalana d'Os de Civís. Té una distància total de 6 quilòmetres.
A la frontera de canvi d'estat no hi ha cap duana ni cap mena de control, però si que hi ha un rètol que indica el canvi d'estat. La població catalana d'Os de Civís es troba a només 2 quilòmetres d'aquesta frontera.
Fins a l'any 2008 la carretera era denominada com CS-110, a partir d'aquesta data la carretera pren la denominació actual de CG-6.

## Projectes
El Govern d'Andorra va invertir l'any 2016 una quantitat total de 343.303,67 euros per instal·lar un seguit de barreres dinàmiques per tal de protegir la carretera que va d'Aixovall a Os de Civís de despreniments rocosos. Segons el Govern, es tracta d'una zona amb un nivell de perillositat alt i per això s'hi van posar barreres protectores amb una alta capacitat d'absorció d'energia. El termini d'execució va ser de 18 setmanes.

## Recorregut
La CG-6 té lo seu inici en la CG-1 a la població d'Aixovall. La carretera finalitza a la Frontera entre Catalunya-Andorra molt a prop de la població catalana d'Os de Civís.
La carretera CG-6 travessa les següents poblacions:
- Aixovall
- Bixessarri
- Mare de Déu del Canòlich (CS-111)
- Aixàs (CS-112)
- Frontera / Os de Civís (Catalunya)

| Tipus de sortida | Direcció de la sortida        | Carretera que hi enllaça | Qm  |
| ---------------- | ----------------------------- | ------------------------ | --- |
| CG-6             | Aixovall                      | CG-1                     | 0   |
|                  | Bixessarri                    |                          | 3,4 |
|                  | Mare de Déu del Canòlich      | CS-111                   | 3,5 |
|                  | Aixàs                         | CS-112                   | 3,7 |
|                  |                               |                          | 5   |
| Sortida          | Frontera Catalunya-Andorra    | CG-6                     | 6   |
|                  | Cap a Os de Civís (Catalunya) | Carrer de St Julià       | 8   |